# El Carmen, Huimanguillo
El Carmen är en ort i Mexiko.   Den ligger i kommunen Huimanguillo och delstaten Tabasco, i den sydöstra delen av landet, 600 km öster om huvudstaden Mexico City. El Carmen ligger 28 meter över havet och antalet invånare är 146.
Terrängen runt El Carmen är mycket platt. Runt El Carmen är det ganska glesbefolkat, med 45 invånare per kvadratkilometer. Närmaste större samhälle är Poblado C-33 20 de Noviembre, 17,7 km nordost om El Carmen. Trakten runt El Carmen består till största delen av jordbruksmark.